# Karl David Ackermann
Karl David Ackermann auch Carl David Ackermann (* 1751 in Ruhland; † 1796 oder 24. Dezember 1811 in Zopott bei Danzig) war ein deutscher Schauspieler, Bühnensänger und Brauereibesitzer.

## Leben

### Familie
Karl David Ackermann war der Sohn des Pastors Adam Ackermann (* 3. September 1707 in Neudorf zwischen Bautzen und Bischofswerda; † 29. März 1771) und dessen Ehefrau Johanna Magaretha (geb. Rehnitz).
Nach anderer Quelle war er der Sohn des Schauspielers Konrad Ernst Ackermann und der Schauspielerin Sophie Charlotte Ackermann (geb. Biereichel). Seine Schwestern waren die Schauspielerinnen  Dorothea  und Charlotte Ackermann. Diese familiäre Prägung beeinflusste seine spätere Entscheidung und seine Karriere im Bereich der darstellenden Künste. Die genauen Umstände seiner Kindheit sind nicht umfassend dokumentiert.
Er war dreimal verheiratet. Seine Ehefrauen waren Eleonore Ackermann (geb. Springer), Constanze Renate (geb. Nähring; * 1758; † 12. Juni 1779 in Königsberg) und Dorothea Ludolphina (geb. Bachmann; um 1759 in Rheinsberg; † 12. Januar 1810 in Danzig). 

### Werdegang
Karl David Ackermann besuchte die Kreuzschule in Dresden, tat sich dort als Sänger hervor und wollte anschließend an der Universität studieren. In dieser Zeit verstarb sein Vater in Ruhland, sodass seine Mutter mittellos wurde und er sich entschloss, dieser nicht zur Last zu fallen und kehrte nicht nach Hause zurück. Erst nach mehreren Jahren nahm er Kontakt zu seiner Mutter auf.
Er wurde 1773 Mitglied der Theatergesellschaft Schuch, die von Caroline Schuch in Danzig geleitet wurde. Diese Theatergruppe war bekannt für ihre qualitativ hochwertigen Aufführungen und spielte eine zentrale Rolle in der kulturellen Landschaft der Stadt. Während seiner Zeit mit der Truppe lebte Ackermann abwechselnd in Danzig und Königsberg, wo er seine Fähigkeiten als Schauspieler weiterentwickelte. Seine Auftritte wurden von Kritikern und Publikum gleichermaßen geschätzt und trugen zur Beliebtheit der Theatergesellschaft bei.
Im November 1780 trat er vom Theater zurück und betrieb eine Brauerei in Danzig.
Von 1776 bis 1795 war Karl David Ackermann aktiv als Sänger am Musikleben in Danzig und Königsberg beteiligt. In dieser Zeit zeigte er ein starkes Engagement für die Förderung der Musik und trug zur Entwicklung der musikalischen Kultur in der Region bei. 
Er starb auf seinem Herrensitz in Zopott bei Danzig.

## Mitgliedschaften
Karl David Ackermann war Mitglied der Freimaurerloge Zum Todtenkopf in Königsberg und von 1790 bis 1799 in der Loge Constantia zur gekrönten Einheit in Elbing.